# Google 日本語入力
Google 日本語入力（グーグルにほんごにゅうりょく、英: Google Japanese Input）とは、Googleが開発した日本語入力システム（日本語IME）である。
2009年12月3日にベータ版として公開され、2010年12月16日に正式版が公開された。
また、Mozc（）という名称で公開されたオープンソース版についても本記事にて説明する。

## 特徴
Google 日本語入力の一番の特徴は、変換辞書の豊富な語彙とそのファイルサイズの小ささである。
Google 日本語入力ではインターネット上から自動的に辞書を生成することにより、予測変換機能やタイプミスに対して「もしかして機能」を実装している。
専門用語や学術用語、話題の人名（（存命の）芸能人や政治家、または漫画やアニメ、ゲームに登場する架空の人物等）から、流行り廃りの激しいインターネットスラングにまで対応する。
特に固有名詞の語彙は、他の日本語入力システムと比べ極めて多い。
予測変換に用いる辞書は、Google 検索の検索ワードからなるビッグデータを使用し生成するため、検索されやすい流行言葉などの予測精度は、インターネット上で大きな話題となった。

他方、検索ワードが予測変換に影響するため、一般的な語彙と同音な流行言葉が予測変換を埋めてしまう。
プログラムの設計は、他の日本語IME（日本語入力システム）と違い、他のソフトウェアに依存する部分を小さくし、プロセスを分けている。
このため、Google 日本語入力のクラッシュに巻き込まれる（依存関係にある）ソフトウェアが少ない。
加えて辞書のアップデート時の再起動が不要になる利点ももたらした。

## 開発の概略
Googleで「もしかして機能」を担当、形態素解析エンジン・MeCabの開発者でもある技術者の工藤拓が、その経験から日本語入力ソフトウェアとしての可能性を感じ、またオープンソースの日本語入力ソフトウェア・PRIMEの開発経験を持つ技術者の小松弘幸もアイディアを温めていた。
その後、この2人が中心となって「20%ルール」（勤務時間の20%を自由に使って良いというGoogleの社内ルール）のプロジェクトとして開発を開始し、この分野に詳しい貢献者を徐々に増やしながら公開に至った。
2010年2月17日から、新機能のテストとバグの早期発見を目的に開発版（アルファ版）がリリースされ、同年12月16日には正式版がリリースされた。開発版は今もダウンロードして使用することが可能だが、Google 日本語入力チームは安全性の観点から通常の使用には正式版を勧めている。
2010年5月11日、オープンソース版のGoogle 日本語入力であるMozcがリリースされた。そして2011年12月15日にはAndroid向けのベータ版がリリースされ、2013年4月に正式版となった。

## 更新履歴
主としてPC用のGoogle 日本語入力の更新履歴である。更新頻度は多くないが、確実に行われている。
- 2009年
  - 12月3日 - ベータ版を公開[9] (0.8.186.x)。
  - 12月15日 - 64bit版を公開[10]。
- 2010年
  - 1月29日 - 郵便番号から住所への変換、ひらがなからカタカナ英語への変換、テンキー入力のサポートなど[11] (0.9.248.x)。
  - 3月19日 - 学習アルゴリズム改善、入力履歴サジェストの改善など[12] (0.10.288.x)。
  - 6月25日 - 学習アルゴリズム改善、入力補助機能の改善、パフォーマンスの向上など[13] (0.11.382.x)。
  - 8月13日 - 記号辞書の拡充、ユーザビリティの向上、バグ修正など[14] (0.12.434.x)。
  - 11月17日 - スペルチェック機能、辞書の拡充、バグ修正など[15] (0.13.521.x)。
  - 12月3日 - 計算機能を追加、顔文字変換が拡張、IMEの切り替えを無効化など[16] (0.14.541.x)。
  - 12月16日 - 正式版を公開[17] (1.0.556.x)。
- 2011年
  - 2月28日 - リアルタイム変換機能など[18] (1.1.626.10x)。
  - 7月21日 - 再変換機能、確定取り消し機能など[19] (1.1.770.x)。
  - 9月30日 - ローマ字入力のスペルチェック機能、同音異義語の意味・用例の表示、郵便番号の変換結果の追加など[20] (1.2.825.x)。
  - 12月15日 - Google 日本語入力 Android版のβ版をリリース。
- 2012年
  - 4月16日 - 「コマンド」機能など[21] (1.4.1031.x)。
  - 6月22日 - 誤読の訂正候補を提示する機能、Unicode表記への再変換機能など[22] (1.5.1109.x)。
  - 11月5日 - 辞書内容の更新、検索エンジンの高速化など[23] (1.6.1221.x)。
  - 12月4日 - Windows 8に対応[24] (1.7.1227.x)。
- 2013年
  - 4月 - Google 日本語入力 Android版正式版リリース。
  - 8月16日 - カーソル前の文字列を考慮した変換など[25][26]（1.11.1515.x）。
  - 11月15日 - ローマ字入力モードでローマ字変換前の文字列をサジェストする機能など[27][28](1.12.1590.x)。
- 2014年
  - 3月18日 - Windows XPのサポートを終了[29]。
  - 11月6日 - Google 日本語入力 Android版でマテリアルデザインを導入[30]。
- 2017年
  - 9月20日 - iOS版GboardにてGoogle 日本語入力が使用可能になる[31]。
  - 10月26日 - Android版Gboard 6.7 betaにて日本語入力が使用可能になる[32]。
  - 11月16日  - Android版Gboard正式版にて日本語入力が使用可能になる[33]。
- 2019年
  - 7月28日 - 4月1日に発表され、5月1日に改元された新元号「令和」に対応。手書き入力および文字パレット機能を終了[34](2.25.3700.x)。
- 2020年
  - 8月 - Google 日本語入力 Android版においてGboardへの統合を予告、Gboardへのアップグレードを促す通知を表示するようになる[35]。
- 2021年
  - 3月31日 - Google 日本語入力 Android版サポート終了[36][37]。Gboardへ引き継がれる。Windows版、Mac版はサポート続行。
- 2022年
  - 3月 - Windows版Google 日本語入力が2.28.4650.0へアップデート[38]。
- 2023年
  - 5月 - Windows版Google 日本語入力が2.28.5050.0へアップデート[39]されるものちに撤回。2023年9月までには修正版が公表された。
- 2024年
  - 2月3日に2.29.5330.0へアップデート。Windows 10と11には特定の環境下においてダークテーマが適用される仕様へ変更された。

## Android 版
Android向けのGoogle 日本語入力は2011年12月15日にベータ版がリリースされ、2013年4月に正式版に昇格した。2020年8月よりGboardへの統合が予告され、GoogleがユーザーにGboardアップグレードを推奨するようになる。2021年3月31日、サポート終了。
Android版では、Google 日本語入力としての変換エンジンのほかにフロントエンドとなるソフトウェアキーボードも1つのパッケージとして配布されている。Androidの中でも特にタッチパネル端末ではソフトウェアキーボードで文字を入力することが主となるため、QWERTY配列のほかiOSでも採用されているテンキーをフリックして入力する方式（フリック入力）のほかに、Android版Google 日本語入力独自のキー配列であるGodanキーボードというローマ字入力をテンキーで行うことに主眼をおいた配列も実装されている。
バージョン1.9では、Androidの日本語IMEで主流の拡張機能であるマッシュルームにも対応した。
2021年3月31日に、Google 日本語入力のAndroid版はサポートが終了した。

## Gboard 版
GoogleがAndroid/iOS向けに開発している仮想キーボードGboardにはGoogle 日本語入力が組み込まれている。こちらはPC版とは異なり更新は通常通りである。
ただしスタンドアロン版の「Google 日本語入力」アプリとは別物であり、既にGoogle 日本語入力を別途インストールしたAndroid端末では「Gboard」、「Google 日本語入力」アプリの両者共存が可能である。
「Google 日本語入力」アプリのサポート終了後も、Gboardに組み込まれたGoogle 日本語入力のエンジンは更新されている。

## Mozc
Mozcとは、Google 日本語入力のオープンソース版である。これは2010年5月11日にGoogle日本語入力をChrome OSに移植するために必要な部分をオープンソース化したものである。Gboardほどの更新頻度ではないが、確実に更新されている。
オープンソース版のMozcとGoogle 日本語入力との大きな違いは、Mozcは日本語変換エンジンでありこれを用いて日本語入力を行うにはibus、uim、Fcitxのようなインプットメソッドを別途インストールする必要がある点である。またGoogle 日本語入力の売りであるインターネット上の語句を収集して生成される変換辞書を使わず、代わりにMozcプロジェクトが作成した変換辞書を使う点も異なる。変換辞書などを含めた完全にオープンソース化に対応しないのは、インターネットから収集してきたデータが変換辞書として使われている関係上、SEO対策に悪用されないようにするためであるという。
2014年現在のMozcプロジェクトの成果物（ソフトウェア）では、言葉と言葉のつながり（コロケーション）をもって変換精度を高める処理や、言い間違いを訂正する処理については実装されているものの、それを実現するための対応するデータが実質的に含まれていない点もGoogle 日本語入力と異なる点である。

## 仕様
波ダッシュ「〜」は、音声記号等として用いられるチルダ「~、～」とは異なる文字記号であるが、Google 日本語入力の Windows 版のみ互換性問題の回避・解決のため、波ダッシュ「〜」にチルダ「~、～」がマッピングされている。
この背景には、かつてUnicode 仕様書が間違っていたことに端を発し、その仕様書通りに実装・マッピングしたマイクロソフト社の Windows では波ダッシュとして全角チルダが不適切に長年使用されてきた歴史がある。その結果、Windows 版のみ「なみ」や「から」と入力・変換を試みると候補に『~ [半] 波ダッシュ』と『～ [全] 波ダッシュ』が列挙・表示される。これらはチルダである。

## 制限
差別用語や猥語など社会通念上好ましくない、ないしマスメディアが表現の自主規制している言葉は、Google日本語のサジェスト機能では表示されない。ただし、スペースキーを押した変換からは、当該の単語が変換される様にはなっている。同様の制限はATOK及びMicrosoft IMEでも行われている。